# GLASS-z12
GLASS-z12 (ранее названная как GLASS-z13) — галактика, обнаруженная телескопом James Webb в июле 2022. Находится в созвездии Скульптора. Одна из самых древних галактик из обнаруженных на 2022 год. Была сформирована приблизительно через 300 миллионов лет после Большого взрыва, сейчас ей около 13,5 млрд лет. Точный возраст определить невозможно, так как она могла появиться в любое время в течение первых трёхсот миллионов лет после Большого взрыва. Красное смещение GLASS-z12 составляет приблизительно z = 12,4, из-за чего она выглядит как яркая красная точка. Галактика карликовая: её диаметр равен примерно 1600 св. лет, что в ~60 раз меньше, чем диаметр Млечного Пути.